# Лорікет-нектароїд малий
Лорікет-нектароїд малий (Parvipsitta pusilla) — вид папугоподібних птахів родини Psittaculidae. Ендемік Австралії.

## Поширення
Ареал поширення виду — східна і південно-східна Австралія. Трапляється від північного Квінсленда до південного сходу Нового Південного Уельсу. Зустрічається на низці морських островів, таких як Магнетік, Кертіс, К'Гарі та Південний Страдброк.
Мешкає в усіх середовищах існування з деревами, оскільки лорі покладаються на квітучі та плодоносні дерева як їжу. Також частішо трапляється на відкритих територіях, особливо якщо поруч є насадження дерев уздовж водотоків або на сільськогосподарських угіддях.

## Опис
Птах завдовжки 15 см. Самець і самиця однаково забарвлені, хоча остання трохи тьмяніша. Корона, лори і горло червоні, потилиця і плечі бронзового кольору, а решта оперення зелена. Черево блідіше, жовто-зелене. У дорослих особин дзьоб чорний, а райдужна оболонка золотиста. Незрілі птахи мають блідіше обличчя та коричневі райдужну оболонку і дзьоб.

## Спосіб життя
Харчується переважно нектаром і пилком квітів у відкритих кронах лісових дерев, таких як евкаліпт, ангофора та чайне дерево. Відомо також, що вони харчуються місцевими травами (Xanthorrhoea spp.), а іноді й фруктами, такими як місцева омела та завезена мушмула (Eriobotrya japonica). Час від часу вони відвідує фруктові сади. Сезон розмноження триває з травня на півночі або серпня на півдні до грудня. Гніздо — дупло в дереві, куди відкладається кладка з 3–5 матово-білих округлих яєць розміром 20×16 мм. Інкубаційний період становить близько трьох тижнів.